# Castello di Trebecco
Castel Trebecco è un castello situato nel comune di Credaro, in Valcalepio, in provincia di Bergamo.

## Struttura

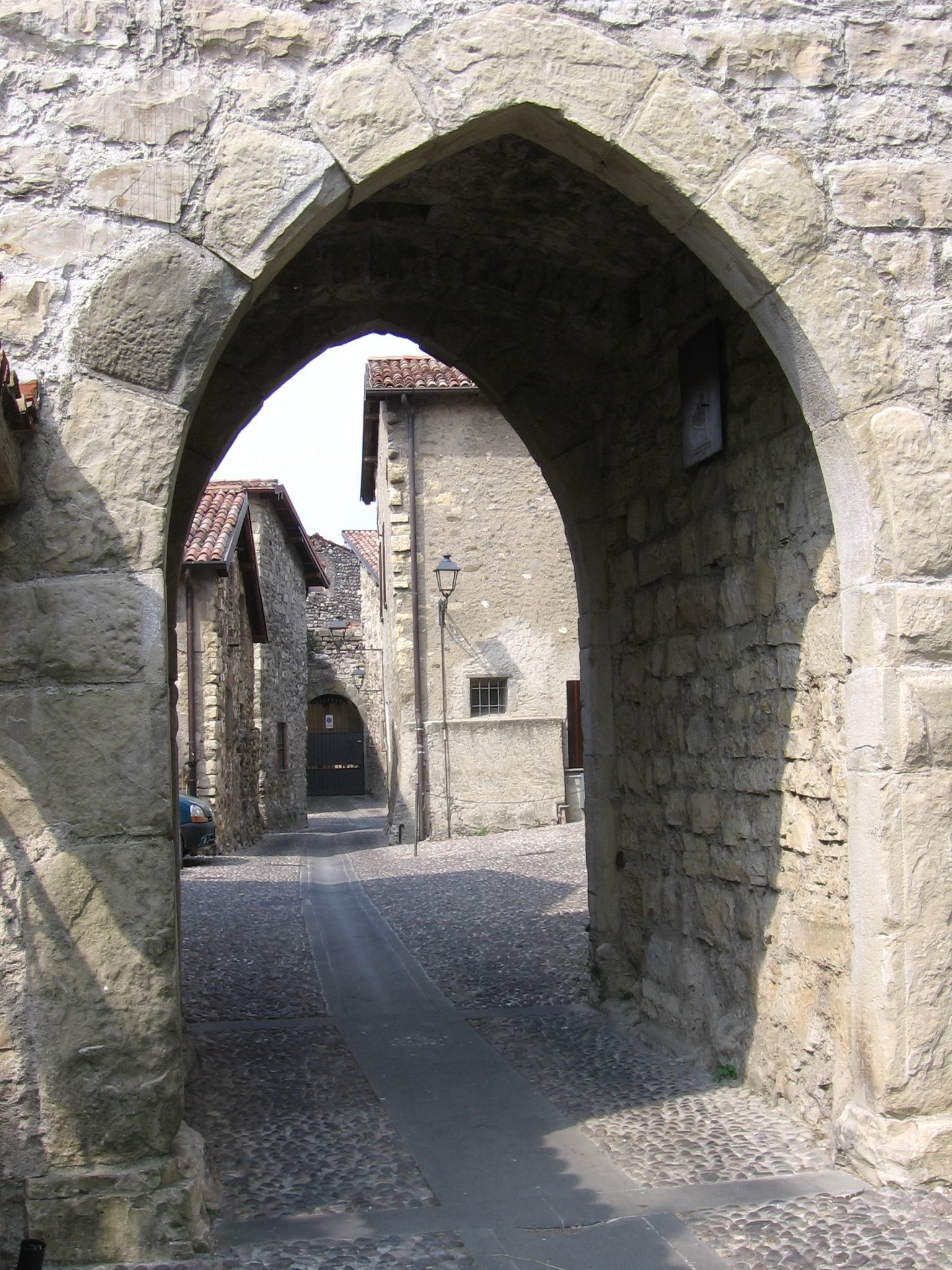
L'ingresso

Situato su uno sperone roccioso compreso tra il torrente Uria ed il fiume Oglio, il castello sovrasta una piana alluvionale in posizione discosta dal centro di Credaro.
La sua struttura, rimasta sostanzialmente inalterata nel corso dei secoli, è un esempio di come poteva essere una piccola cittadella medievale: presenta una forma a triangolo isoscele con la base, in cui è posto l'ingresso, rivolta verso est. Il lato nord-ovest è delimitato dal corso del torrente Uria, che in quel tratto presenta un profondo alveo che ha sempre garantito inaccessibilità.
L'unico ingresso è costituito da una torre fortificata a base quadrata posta al centro del lato rivolto ad est. Dotata di un'altezza non troppo elevata, presenta una merlatura risalente ad epoche successive alla costruzione originale, ed un portone a forma di arco costruito in pietra di Credaro.
Il resto della fortificazione esterna, della quale alcuni tratti e caratteristiche sono andati perduti nel corso dei secoli, è costituita da grossi ciottoli e presenta un'altezza piuttosto limitata, di poco superiore ad un paio di metri.
All'interno si sviluppa un vero e proprio piccolo borgo: subito dopo l'ingresso vi sono numerose piccole corti disposte in modo irregolare, separate tra loro da una piccola strada che taglia in due in modo longitudinale l'intera struttura.

## Storia

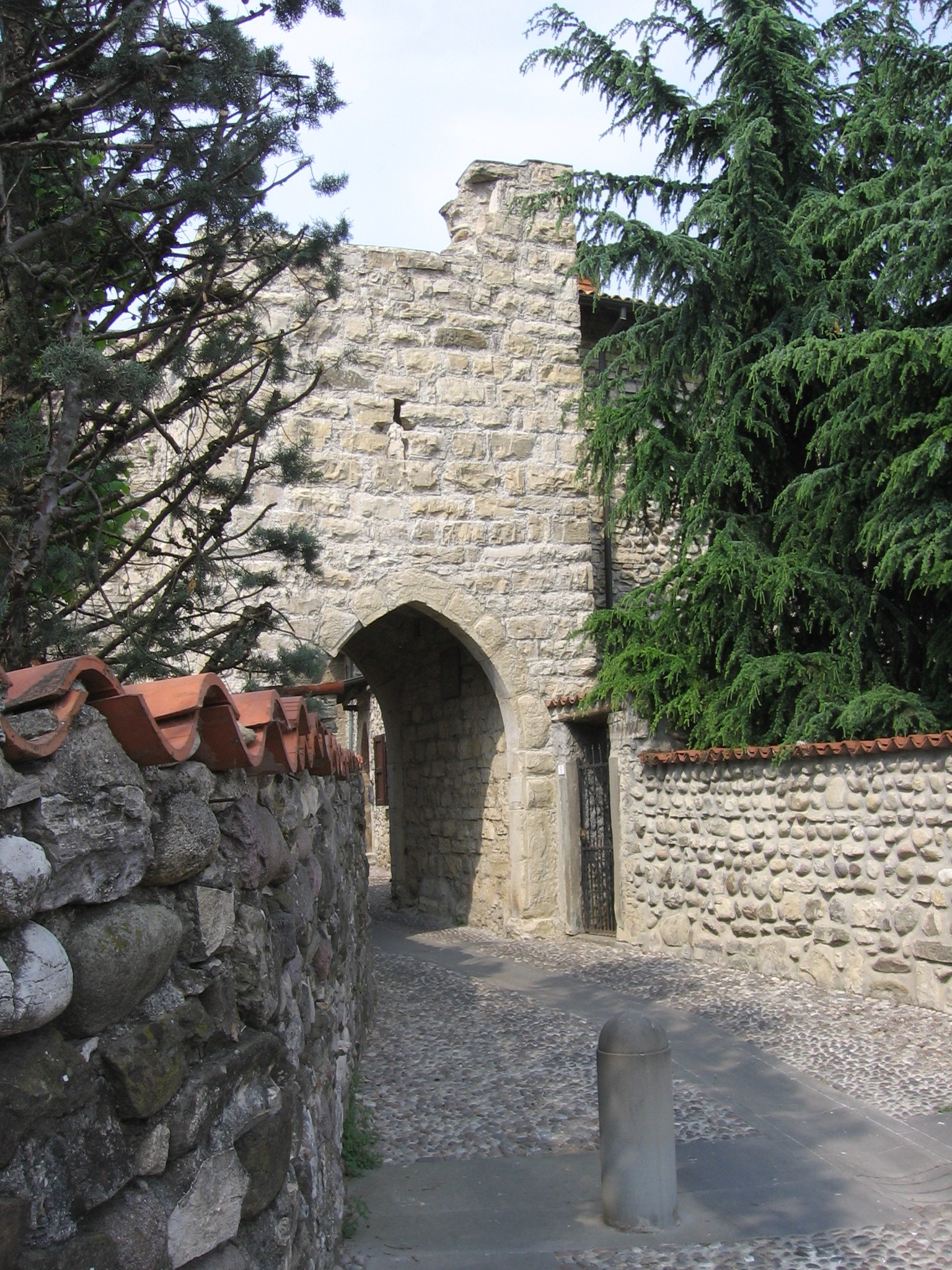
L'accesso

Probabilmente la costruzione del castello risalirebbe al X secolo, anche se il primo documento che ne attesta l'esistenza è datato 4 settembre 1032. Si tratta di una disposizione testamentaria nella quale tale Lanfranco de Martinengo riceve in eredità dal padre Lanfranco i possedimenti "infra castro Durbego". La famiglia Martinengo o conti di Calepio ebbe infatti il possesso del castello già in quel periodo.
Divenuto centro di una curtis medievale, Trebecco assunse notevole importanza anche grazie alla notevole importanza strategica che ricopriva. A fianco di esso infatti passava un'importante via di comunicazione che da Calepio raggiungeva Credaro, per poi diramasi nelle direzioni di Adrara, Villongo e Sarnico.
Questa strada, che collega il borgo al paese di Credaro, è tuttora esistente, anche se relegata ad un ruolo secondario nella viabilità attuale. Inoltre poco distante era presente un ponte sul fiume Oglio, corso d'acqua che ha sempre diviso il territorio bergamasco da quello bresciano, facilmente controllabile dal castello.
La zona quindi si trovò al centro di numerosi scontri tra le due fazioni, soprattutto in epoca medievale: gli episodi di maggior importanza si verificarono il 12 settembre 1392, quando guelfi bresciani della Val Trompia dopo una battaglia con i ghibellini bergamaschi dovettero fuggire tramite il ponte di Trebecco.
In quei secoli all'interno del castello risiedevano i feudatari con i loro massari, con i primi posti negli appartamenti signorili ed i secondi nelle piccole corti. Sempre all'interno della cinta muraria si trovava una piccola chiesa, ora non più esistente, dedicata a Sant'Andrea. All'interno di questa fu anche collocato il corpo di San Celestino Martire, da poco scoperto nelle catacombe romane, in attesa di trasferirlo nel vicino castello di Calepio.
Questo luogo di culto venne poi trasformato in un oratorio privato nel corso del XVII secolo, per poi risentire del decadimento dell'intero edificio a partire dall'inizio del XVIII secolo.
All'inizio del XIX secolo venne stilata, per opera del regime napoleonico, la prima mappa catastale del castello che risulta essere pressoché identica all'attuale.
I proprietari del castello rimasero i conti Calepio fino al 1811, quando cedettero la struttura alla famiglia Zanchi, pur mantenendo il possesso sui campi limitrofi e sul palazzo attiguo. Successivi cambi di proprietà hanno portato ad un frazionamento delle proprietà, che hanno contribuito in modo rilevante al decadimento del borgo stesso, peraltro già in atto dalla prima metà del XVIII secolo.
Un importante intervento di recupero attuato all'inizio del XXI secolo dalle autorità locali, ha permesso al borgo di riacquisire parte del suo antico splendore senza che venisse snaturata l'antica natura medievale dell'edificio.
Ora il castello è divenuto proprietà della famiglia Meroli; che grazie a appropriate restaurazioni l'hanno reso come potete vederlo.